# 8 mars 1970
Le dimanche 8 mars 1970 est le 67e jour de l'année 1970.

## Naissances
- Ahmed Maharzi, footballeur français
- Alcide Mara (mort le 19 décembre 2012), poète français
- Andrea Parker, actrice américaine
- Andreas Becker, joueur de hockey sur glace allemand
- Devon Michaels, actrice pornographique américaine
- Ed Podivinsky, skieur alpin canadien
- Gilles Mouyard, politicien belge
- Jason Elam, joueur de football américain
- Kerfalla Person Camara, entrepreneur et homme d'affaires guinéen
- Meredith Scott Lynn, actrice américaine
- Nazario Moreno González (mort le 9 mars 2014), baron de la drogue mexicain
- Pasi Sormunen, joueur de hockey sur glace finlandais
- Mattias Flink, meurtrier de masse suédois
- Valeriu Streleț, homme politique moldave

## Décès
- André Melet (né le 5 mai 1917), joueur de rugby français
- André Siméon (né le 7 avril 1893), acteur français
- Johanna Sibelius (née le 10 février 1913), scénariste allemande
- John Leipold (né le 26 février 1888), compositeur américain
- René Labat (né le 19 février 1892), athlète français
- Stéphane Pizella (né le 15 avril 1909), acteur français
- Victor Demogeot (né le 14 août 1881), mécanicien et pilote automobile français

## Événements
- Élections_cantonales_françaises_de_1970
- Fin des championnats du monde de patinage artistique 1970
- Inauguration de la Collection Oskar Reinhart Am Römerholz, à Winterthour (Suisse)